# Tentativa de golpe de Estado na Guiné-Bissau em 2023
A tentativa de golpe de Estado na Guiné-Bissau em 2023 ocorreu entre 30 de novembro a 1 de dezembro de 2023 quando confrontos eclodiram em Bissau, capital da Guiné-Bissau entre forças governamentais e unidades da Guarda Nacional que haviam libertado dois ministros acusados de corrupção. Os confrontos levaram à prisão do comandante da Guarda Nacional, Coronel Victor Tchongo. O presidente Umaro Sissoco Embaló descreveu os eventos como uma tentativa de golpe. Após os confrontos, Embaló ordenou a dissolução do legislativo do país.

## Contexto
O sistema semipresidencialista da Guiné-Bissau limita os poderes do presidente, permitindo que o partido majoritário na Assembleia Nacional Popular nomeie o Gabinete, o que também significa que a legislatura, dominada desde as eleições de junho de 2023 pelo partido de oposição Partido Africano para a Independência da Guiné e Cabo Verde (PAIGC), que critica o presidente Umaro Sissoco Embaló, também controle a Guarda Nacional, que está sob a jurisdição do Ministério do Interior.
Em 2022, Embaló sobreviveu a uma tentativa de golpe contra si, que resultou na morte de onze pessoas, o que o levou a dissolver a legislatura, alegando "diferenças insolúveis" com o órgão. Desde a independência de Portugal em 1974, a Guiné-Bissau teve pelo menos dez tentativas de golpe ou golpes de Estado, e apenas um presidente democraticamente eleito concluiu um mandato completo.

## Eventos

### Detenção de ministros
Na manhã de 30 de novembro de 2023, o Ministro das Finanças, Souleiman Seidi, e o Secretário do Tesouro, António Isaac Monteiro, foram interrogados por um inquérito anticorrupção, no âmbito das investigações sobre a alegada retirada irregular de 10 milhões de dólares em fundos estatais, que se apurou terem sido pagos a onze empresas. Após o interrogatório, eles foram presos por ordem de procuradores do Estado, nomeados pelo presidente. O líder da oposição na Assembleia Nacional Popular alegou que os proprietários das empresas eram próximos de líderes da coalizão governamental liderada pelo PAIGC. Os ministros foram detidos em uma delegacia de polícia perto do mercado de Bandim, em Bissau.

### Libertação forçada dos ministros
Mais tarde naquela noite, membros da Guarda Nacional "armados com AK-47 e bazucas" invadiram a delegacia onde Seidi e Monteiro estavam detidos e libertaram os ministros de suas celas. Os ministros foram posteriormente levados para local não revelado e depois encontrados pelas autoridades após o Ministério Público determinar um reencarceramento, enquanto os guardas envolvidos em sua libertação se recolheram a um quartel no bairro de Santa Luzia.

### Confrontos
Após o incidente, foram relatados tiroteios entre a Guarda Nacional e as tropas pró-governo lideradas por forças especiais do Batalhão do Palácio Presidencial após as 23h00 no bairro de Antula e próximo ao Palácio Presidencial, bem como no bairro de Luanda, nos arredores de Bissau, onde a brigada de intervenção da Guarda Nacional está baseada. Os tiroteios continuaram até o meio-dia de 1 de dezembro, quando o exército anunciou que o comandante da Guarda Nacional, Coronel Victor Tchongo, havia sido capturado, embora outros relatos afirmassem que ele havia se rendido. Uma foto divulgada pelo exército mostrou Tchongo sob custódia em uma caminhonete com roupas aparentemente ensanguentadas. Na manhã de 1 de dezembro, veículos militares e bloqueios de estradas foram vistos nas ruas de Bissau, enquanto a segurança foi reforçada em torno de instalações estratégicas, como a sede da polícia judiciária, o palácio presidencial e alguns ministérios. As forças de estabilização regional destacadas pela CEDEAO também foram vistas patrulhando as ruas.
Duas pessoas morreram nos combates, enquanto seis soldados pró-governo ficaram feridos e foram evacuados para o vizinho Senegal. O exército afirmou que um número não especificado de oficiais e membros da Guarda Nacional fugiram para o interior do país. Vários moradores também fugiram para o sul da capital.

## Consequências
Embaló, que participava da Conferência das Nações Unidas sobre as Mudanças Climáticas de 2023, em Dubai, quando os confrontos eclodiram, retornou à Guiné-Bissau na noite de 2 de dezembro e ordenou a demissão de Victor Tchongo do cargo de comandante da Guarda Nacional. Ele chamou os confrontos de uma "tentativa de golpe" que foi preparada antes das celebrações de 16 de novembro, em comemoração à fundação das forças armadas da Guiné-Bissau. Após uma visita ao quartel da Guarda Nacional, Embaló disse que Tchongo recebeu "ordens de alguém" para libertar Seidi e Monteiro. Dirigindo-se à Guarda, Embaló declarou que eles haviam sido "traídos" por Tchongo e jurou que o mesmo "pagaria caro".  Alegou ainda que houve "cumplicidade" entre a Guarda Nacional e "certos interesses políticos dentro do aparato estatal" e condenou "a passividade do governo", acrescentando que a Guarda Nacional havia tentado bloquear as investigações sobre os dois ministros. 
Em 4 de dezembro, Embaló emitiu um decreto dissolvendo a Assembleia Nacional Popular e ordenou o envio de soldados para as sedes dos meios de comunicação estatais, a Radiodifusão Nacional da Guiné-Bissau e Televisão da Guiné-Bissau, para substituir seus líderes, considerados leais à assembleia. Embaló também anunciou que o primeiro-ministro Geraldo Martins permaneceria no cargo, mas assumiria as pastas da Defesa e do Interior. Em resposta, o presidente da assembleia, Domingos Simões Pereira, um rival de longa data de Embaló, acusou o presidente de realizar um "golpe de Estado constitucional", observando que a Constituição determina que o legislativo não pode ser dissolvido nos primeiros doze meses após uma eleição, realizada pela última vez em junho de 2023. Após o anúncio, vários jovens foram vistos queimando pneus em uma rua próxima ao prédio da assembleia, enquanto várias pessoas se reuniram em frente ao prédio em protesto contra a dissolução, expressando cansaço pela necessidade de votar novamente.
A 20 de dezembro, Embaló demitiu Martins do cargo de primeiro-ministro e nomeou Rui Duarte de Barros, outro membro do PAIGC, para o substituir.